# Присіч Валентин Романович
Валентин Романович Присіч (позивний Валєт; 11 серпня, 1994, м. Вінниця — 17 вересня 2022, с. Олександрівка, Лиманський р-н, Донецька обл, Україна) — учасник російсько-української війни.

## Життєпис
Народився 11 серпня 1994 року на Хуторі Шевченка м. Вінниця. Був однією дитиною в сім'ї. З 2001 по 2011 роки навчався в Вінницькій ЗСШ № 30. З дитинства був допитливою та кмітливою дитиною. У школі захоплювався історією, географією, зарубіжною літературою, українською та іноземними мовами.
Саме тому, в 2012 році вступив у ЛНУ ім. І.Франка на німецьку філологію. В 2014 та 2015 роках проходив практику в Німеччині. В 2013 році паралельно почав навчання на заочній формі в ЛНУ ім. І.Франка на факультеті журналістики.
З 2011 по 2022 роки проживав, навчався та працював у Львові. Працював у торгівлі з німецькомовними країнами. Проходив курси ІТ. Прагнув стати бізнес аналітиком. Був неодруженим.
В Вінниці залишились батьки — Роман та Світлана Присіч.

## Захоплення
З дитинства захоплювався футболом. Грав в аматорських вінницьких командах з друзями. Також був фаном Вінницької «Ниви».
«Загинув хлопчина з Вінницьких фанів! Валентин Присіч! Він раніше на Секторі в складі Greenadiers був! Із Old School Вінницького двіжу!… Герої не вмирають! (Вічна пам'ять… Не забудемо й не пробачимо». — так написали про нього у Вінницькому інтернет виданні.
Цікавився також історією стародавнього світу, розвитком племен, народів, цивілізацій.
Був поціновувачем рок-музики, зокрема української. Відвідував рок-фести, в Україні та за її межами.
«Війна вгризається у різні сфери, у різні компанії. Сьогодні дізналися про загибель нашого фана, бойового медика десантно-штурмової бригади, Валентина Присіча.
Дякуємо за концерти і за твою роботу, братику! Легкого польоту!» — така публікація з'явилась на офіційній сторінці гурту «Бетон».

## Участь у війні з РФ
З перших днів повномасштабного вторгнення Валентин був волонтером. Брав участь у гакерських атаках на ворожі сайти. Допомагав у зборах коштів та організації військових передач для 80 ДШБ.
На початку травня 2022 року пішов самостійно до військкомату та записався в ряди добровольців. Далі проходив навчання на бойового медика в 205 Навчальному центрі тактичної медицини.
15.05.22 року склав присягу на вірність Українському народу. У червні 2022 року за особистим проханням записався до 95 ДШБ, де зайняв посаду бойового медика.
Брав участь в операціях поблизу Довгенького, Ізюмська контроперація, операція — звільнення Лиману.
Під артилерійськими та мінометними обстрілами, під кулями та танками, він не боявся рятувати життя своїм побратимам. Адже Валентин сам любив життя, і хотів, щоб наша Україна була вільною та незалежною.

## Героїчна загибель
17.09.2022 року близько 7 ранку Валентин востаннє вийшов на зв'язок із рідними та друзями. Близько 10 ранку під час операції з деокупації Лиманського району Донецької області, «Валєт» потрапив у засідку зі ще двома своїми побратимами. Надаючи допомогу від поранень побратимам під час обстрілів, був убитий ворожим снайпером.
Чин похорону з військовими почестями відбувся 25.09.2022 р. в м. Вінниця в храмі Покрови пресвятої Богородиці
Похований воїн на кладовищі в селищі Пирогово, біля Вінниці.
Був нагороджений медаллю «За військову службу Україні» (посмертно).